# Paedarium neotropicum
Paedarium neotropicum är en tvåvingeart som först beskrevs av Charles Howard Curran 1926.  Paedarium neotropicum ingår i släktet Paedarium och familjen parasitflugor.
Artens utbredningsområde är Jamaica. Inga underarter finns listade i Catalogue of Life.